# Sachnisi

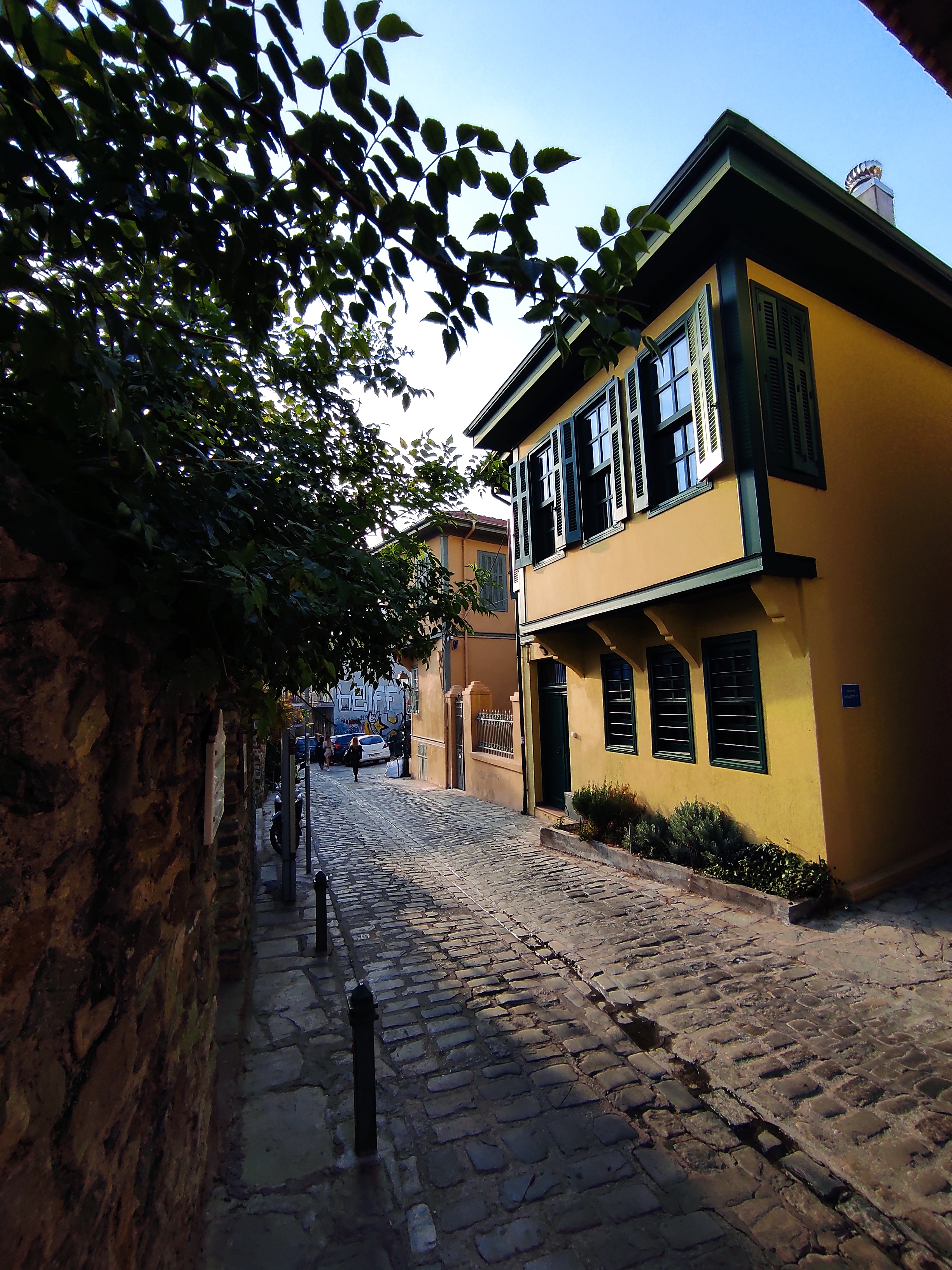
Traditionelle Bauweise in der Ano Poli (Thessaloniki)

Sachnisi (griechisch σαχνισι sachnisi) ist eine bauliche Auskragung, die in Fassaden traditioneller Gebäude in Nordgriechenland, aber auch auf dem Balkan, in der Türkei (türkisch şahniş) und im Nahen Osten zu finden ist.  Die Stützen der Auskragungen heißen auf Griechisch φουρούσια fourousia. Die Auskragungen werden von Holzbalken getragen, die über die Grenzen des Erdgeschossmauerwerks hinausragen.
Im europäischen Norden wurde diese Technik im Mittelalter häufig bei Fachwerkhäusern (im Stockwerkbauweise) verwendet, um bei geringer Grundfläche des Gebäudes in den oberen Stockwerken eine größere Fläche zu erhalten. Auch der Sachnisi schafft zusätzlichen Nutzraum im Obergeschoss, dient aber zugleich zur Kontrolle des Eingangs und der Straße vor dem traditionellen Haus.
Ein Sachnisi hat die Form einer geschlossenen Veranda und unterscheidet sich dadurch von Loggia-Balkonen, die, sicherlich wegen der klimatischen Bedingungen, eher in Südgriechenland anzutreffen sind. Im europäischen Norden hat sich der deutsche Begriff Erker für die geschlossene Bauform durchgesetzt. Das griechische Wort Sachnisi ist persischen Ursprungs und bedeutet »Sitz des Schah«. Es wurde in die türkische Bauterminologie aufgenommen und bezeichnet den kleinen Sims zum Sitzen und Herausschauen. Auch kulturelle Gründe trugen zur Entstehung bei. Halb versteckt in den Schutzräumen beobachteten die Frauen des Hauses das Geschehen auf der Straße.
Diese Art von Balkon diente auch der besseren Funktionalität der Häuser, da sie zur Belüftung, Kühlung und Beleuchtung beitrug, weshalb sie oft als Solarbalkon bezeichnet wird. In einer Studie der Universität Zypern wurden 246 Sachnisia in der Altstadt von Nikosia auf ihre günstige Wirkung auf das Raumklima untersucht.
In Griechenland hatten die Sachnisia bis zur Diktatur von Ioannis Metaxas einen Überstand von 100 cm, in Mehrfamilienhäusern bis zu 140 cm. Sie wurden 1937 durch Gesetzesänderungen unter dem Einfluss der italienischen modernistischen Architektur auf 40 cm begrenzt, was sie unauffällig, aber auch unbrauchbar machte. In der Bauordnung von 1973 wurden für Neubauten Auskragungen über die Baugrenze hinaus ganz abgeschafft.

Beispiele
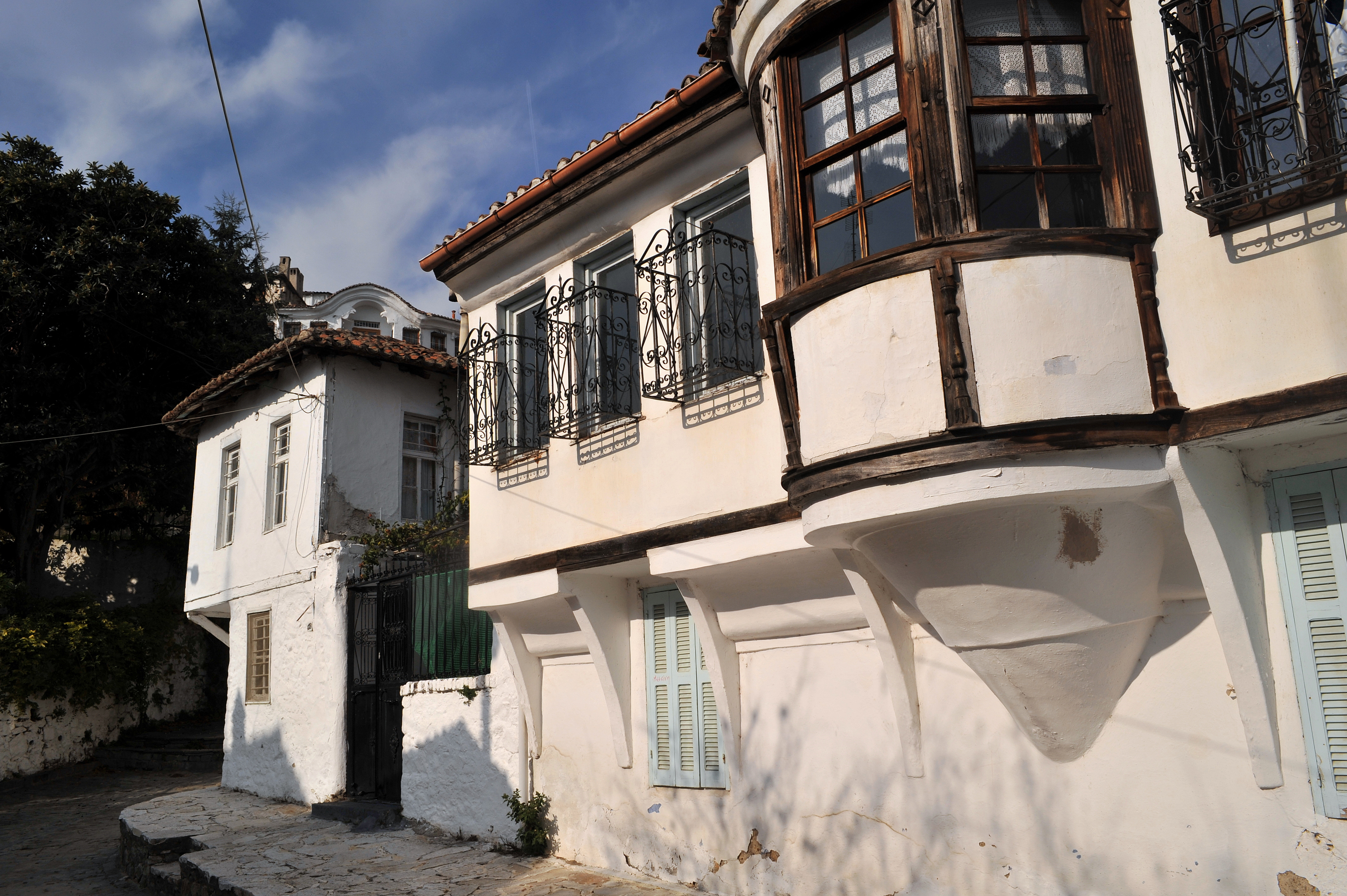
Altstadt von Xanthi, Nordgriechenland
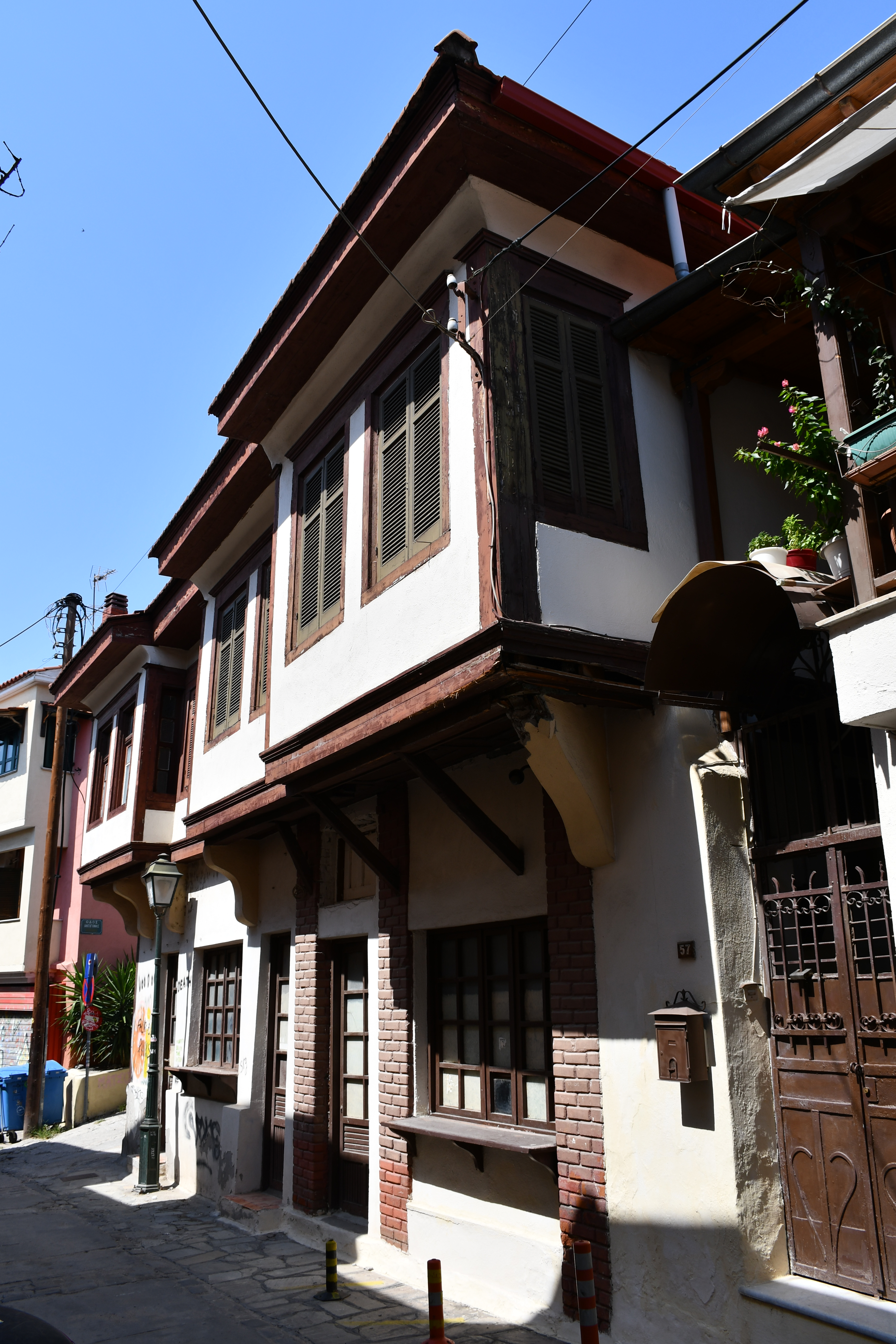
Haus in Ano Poli (Thessaloniki)
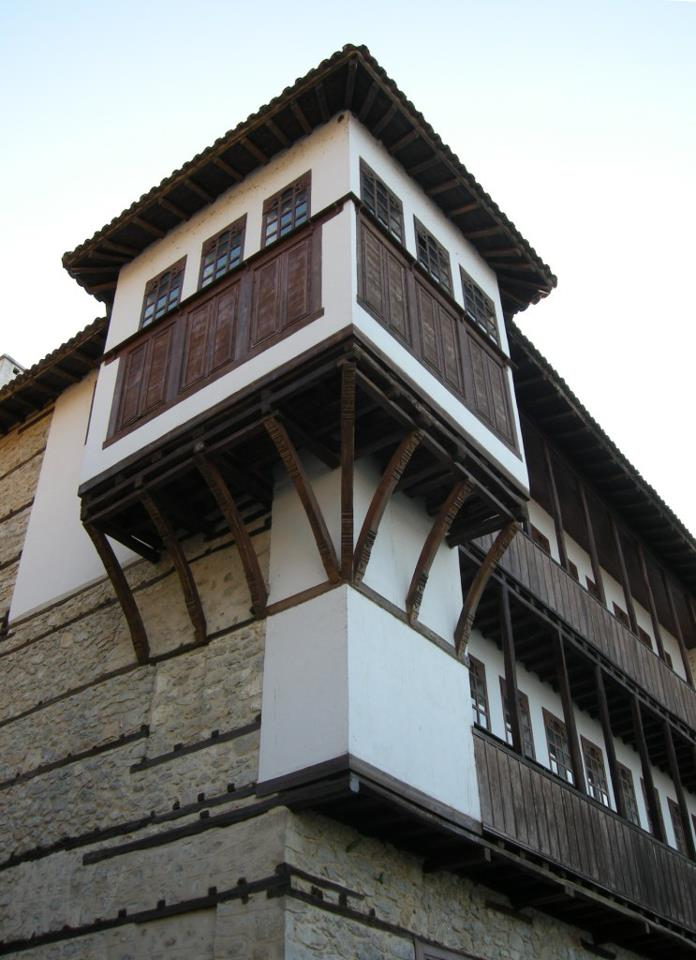
Das Haus Tsiatsapa, Kastoria
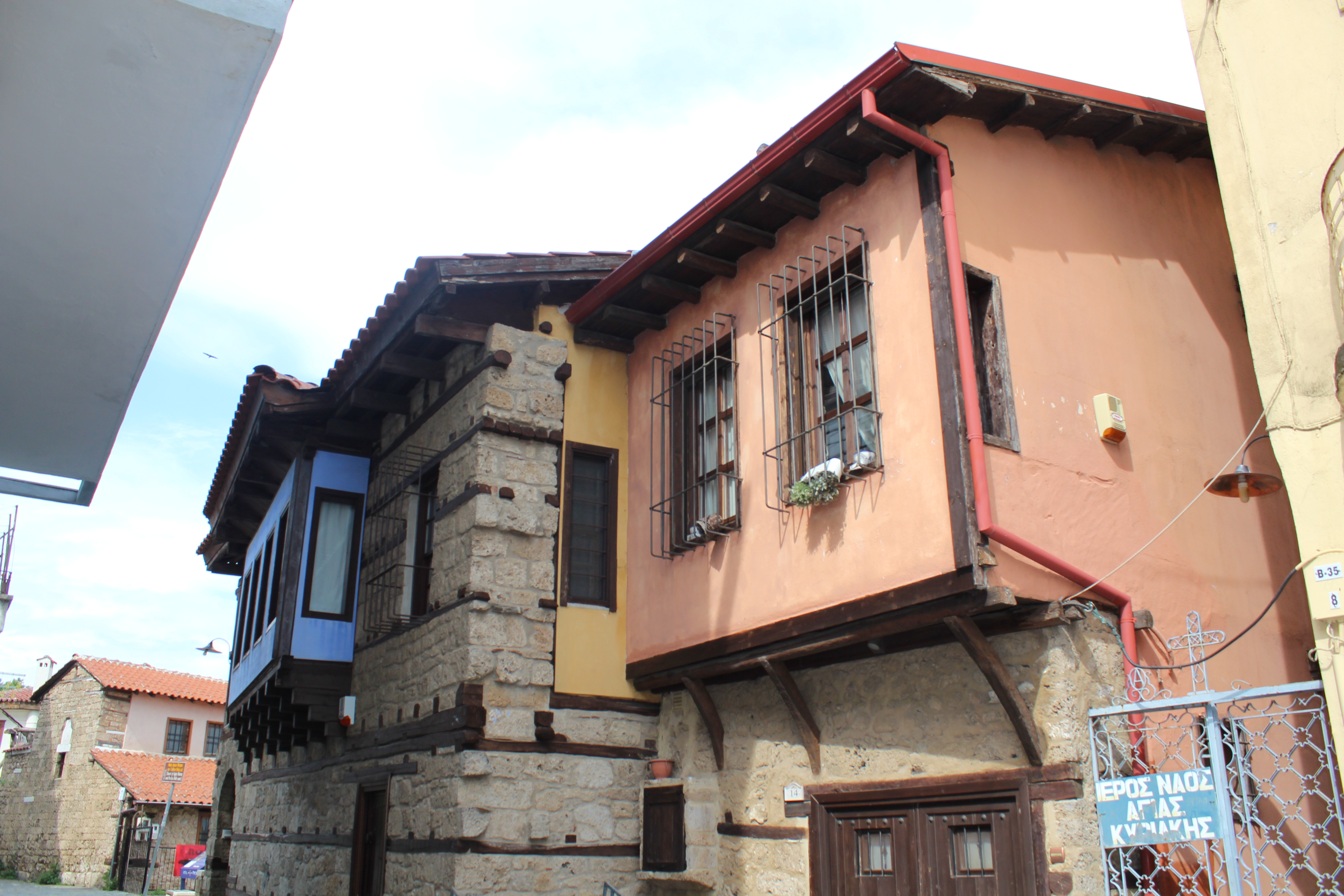
Muratidi-Häuser in Edessa
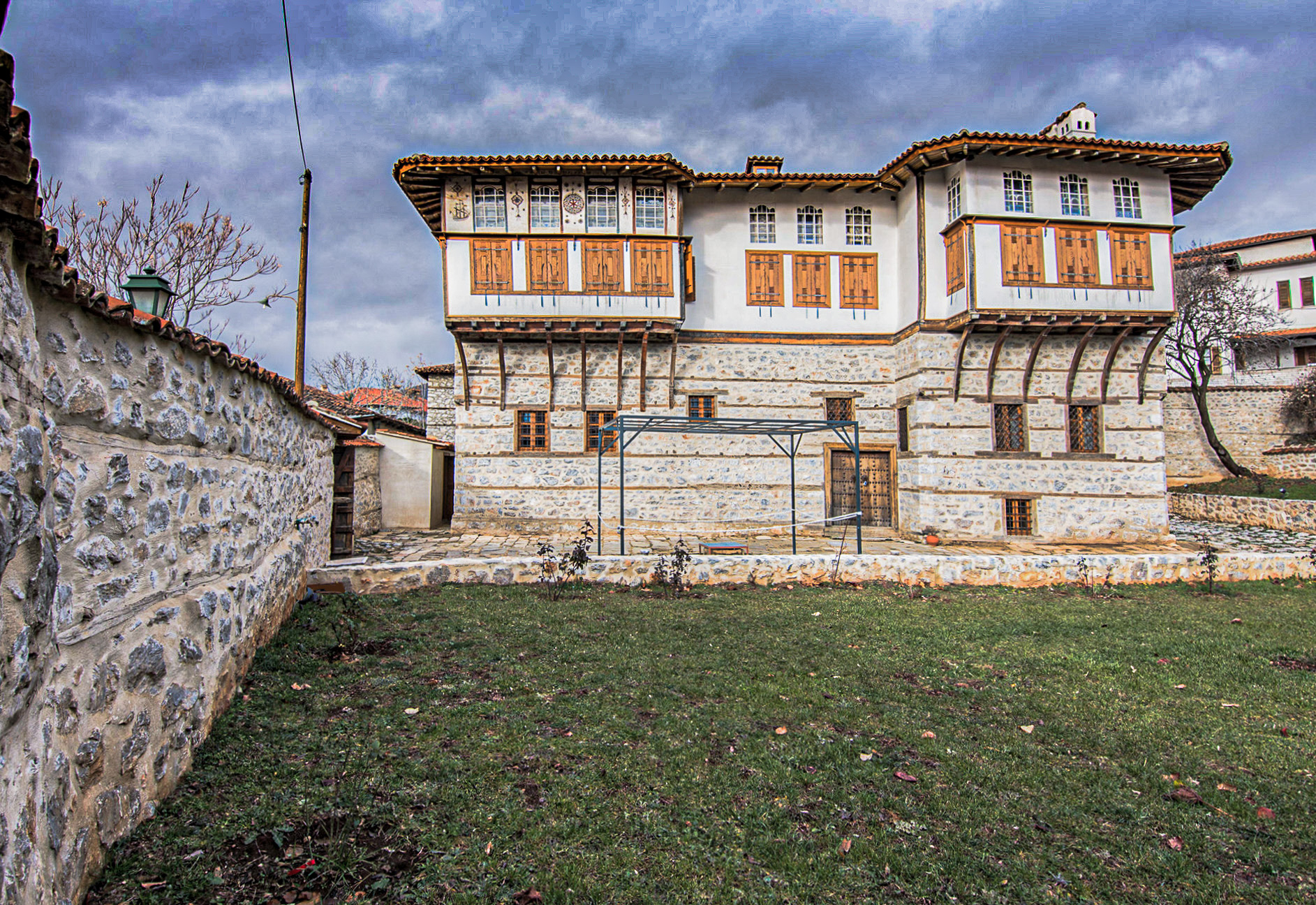
Haus Pulkos in Siatista

## Bibliographie
- N. K. Moutsopoulos, Die architektonische Auskragung „to sachnisi“ . Beitrag zur Erforschung des griechischen Wohnhauses. Thessaloniki 1988 (Gesellschaft für Mazedonische Studien) (griechisch)
- The Balkan House, in: Rumen Daskalov, Diana Mishkova, Tchavdar Marinov, Aleksandŭr Vezenkov, Entangled histories of the Balkans. Volume four, Concepts, approaches, and (self- )representations, Brill, Leiden, The Netherlands, 2017 (englisch)